# 寿光市融媒体中心
寿光市融媒体中心（加挂寿光市广播电视台、寿光日报社牌子）是一家位于中国山东省寿光市的县级媒体机构，为中共寿光市委直属事业单位，行政级别为正科级，统一运营寿光市域范围内的报纸、广播、电视、网站和新媒体。于2019年11月4日由寿光广播影视集团（寿光市广播电视台）和寿光日报传媒有限公司合并组建成立。

## 历史与沿革

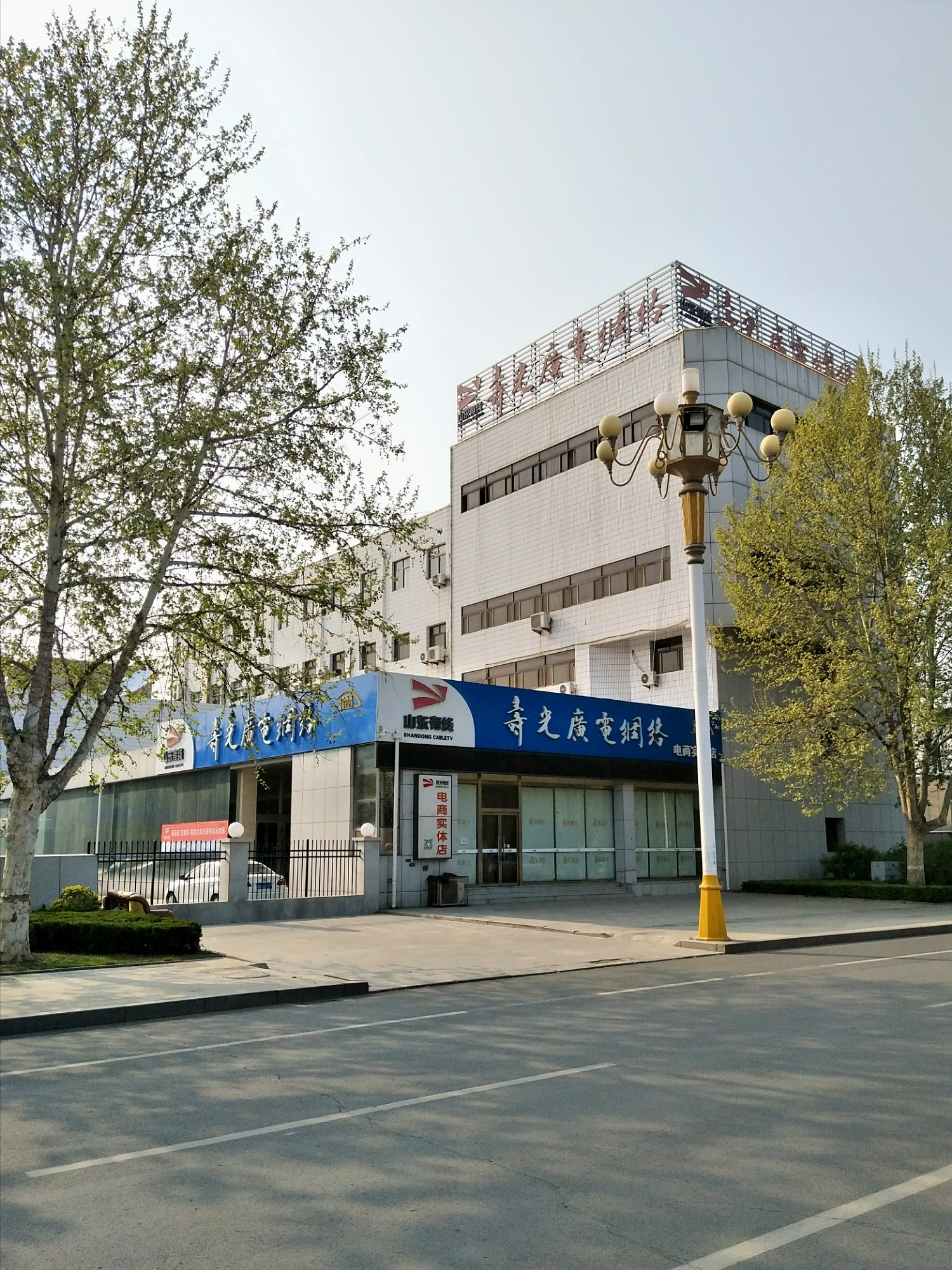
位于银海路6406号的寿光广播电视中心，现为中国广电山东网络有限公司寿光市分公司

### 寿光人民广播电台
寿光人民广播电台的历史可追溯至1956年11月30日正式播音的寿光人民广播站。1960年，寿光县21处公社全部建立广播放大站，基本实现广播村村通。1965年，有线广播网在全县基本普及。
1989年11月1日，寿光人民广播站改建为寿光人民广播电台。1993年7月，寿光人民广播电台迁入位于银海路6406号的寿光广播电视中心。同年8月8日，寿光电台开通无线调频信号，频率为106.4兆赫，覆盖半径可达50公里。2007年1月，寿光电台开始筹办第二套节目，呼号为交通音乐频道，频率为调频105.6兆赫。同时，原第一套节目改呼号为新闻故事频道。2008年，台址迁至位于金海路2669号的广电大厦。

### 寿光电视台
寿光电视台的历史可追溯至1985年1月成立的寿光电视差转台，当时转播中央电视台第一套节目，覆盖半径可达20公里。1990年，开办了每週一期的《寿光新闻》。1992年12月5日，寿光电视台成立并开播，分别以3频道和22频道转播中央电视台第一套节目及开设自办节目。1993年7月，寿光电视台迁入位于银海路6406号的寿光广播电视中心。1999年7月1日，由杨国春设计的寿光电视台第三代台标正式启用，实际播出时于台标后方加註数字序号。
2004年，寿光电视台在原有无线综合频道（第一套节目）和有线综合频道（第二套节目）的基础上，利用有线15频道开设了第三套节目。频道开办初期性质为短信点播频道，后转为综合频道，并调整至有线8频道播出。2005年12月，又分别利用有线增补35频道和增补36频道开设了互动点播和图文娱乐两套服务性频道。2008年，台址迁至位于金海路2669号的广电大厦。2009年1月，与上海潮流购物合作，于有线增补35频道开设了电视购物频道。

### 有线电视事业
寿光市的有线电视事业起步于1991年。当年6月20日，县广播电视局自四川绵阳购入800MHz全频道有线电视前端及配套设施，并着手兴建卫星地面接收站。10月上旬，有线电视前端安装调试成功，并顺利开通信号，当年发展用户1200户。1994年，又投入人民币50余万元，对有线电视系统进行更新改造，并于当年5月将有线电视前端机房迁至位于银海路6406号的寿光广播电视中心。截至1995年12月，已发展用户1.2万户，并在以7频道转播市电视台无线自办节目的基础上新开设了位于8频道的有线自办节目。而与此同时，乡镇有线电视建设也迅速起步。截至当年年底，寿光、稻田、侯镇、寒桥、羊口、洛城、古城、卧铺、胡营、孙家集、文家、田柳及侯镇西河南一村等20多处乡镇村先后建立起卫星地面接收站，入户总数在8000户以上。
1996年11月5日，全市有线广播电视光缆网建设工程正式启动。1997年10月23日，全市首批14处乡镇有线广播电视光缆网络信号正式开通。1999年2月1日，原寿光教育电视收转台收归寿光市广播电视局。3月4日，寿光市广播电视网络传输中心正式成立，作为市广播电视局下属事业单位，具体负责全市光缆网络的建设与管理工作。同年5月，乡镇广播电视站收归网络传输中心。截至当年11月30日，全市已架设有线广播电视光缆干线740杆公里，已有502个村开通了光缆信号，城乡有线电视网上用户发展到4.5万户。2000年1月6日，原羊口镇电视差转台收归市广播电视局，实现了全市一张网。截至当年8月9日，全市976个自然村实现了村村通有线广播电视。截至当年年底，有线广播电视网络建设工程累计完成投资3000多万元人民币，架设光缆干线1460余桿公里， 有线电视网上用户发展到13万户，入网率达到65%以上。
2001年7月，寿光市的有线电视频道实现了全天不间断播出。同年12月，羊口镇有线电视网络改造工程全面完成，圣城街道有线电视网正式并入市网。2005年9月，寿光市广播电视网络传输中心成为具有独立法人的正科级事业单位。截至当年年底，有线广播电视网络建设工程累计完成投资6000多万元人民币，架设光缆干线1600余桿公里，有线电视网上用户达到21万户，入户率超过90%，基本实现了有线电视户户通。

### 广电整合后
2009年6月27日，寿光人民广播电台、寿光电视台和市广播电视局的非行政职能合并组建寿光广播影视集团，又称寿光市广播电视台，新成立的集团领导和管理寿光市广播电视网络传输中心以及18个寿光市本级镇（街道）广播电视发射站。
2010年，寿光电视台将旗下所有综合性频道原有的数字序号台标调整为中文标识的形式。其中，第一套节目为新闻频道，第二套节目为农科频道，第三套节目为综艺频道。同时，利用有线8频道新开设了生活频道，并与市委组织部合办了远程教育频道，于有线19频道播出。而与此同时，寿光广电也在积极推进有线数字电视整转工作，仅用了5个月的时间便完成了原计划两年完成的数字电视整转任务。截至当年10月底，全市28万户有线电视用户全部完成整转，整转率达到100%。此后，寿光广电利用6个月的时间完成了全市农村网络的双向改造。
2011年1月，寿光电视台启用新台标，台标样式为一个绿色的圆角矩形，中间的白色部分为英文字母「s」和「g」的结合体。而与此同时，蔬菜频道也替换了原有的农科频道并开始试播；寿光电台新闻故事频道改呼号为蔬菜电台，交通音乐频道改呼号为汽车电台。同年3月，蔬菜频道正式开播。2012年3月28日，寿光市广播电视网络传输中心与集团正式分离。同年7月1日，寿光电视台与市委组织部合办的党建频道正式开播，并替换原有的远程教育频道。2014年1月1日，寿光电视台国学频道正式开播，并替换原有的互动点播频道。
2014年10月1日，寿光电视台实行频道制。除党建频道外，其他各频道全新改版，并实现24小时不间断播出，而图文资讯频道也被替换为电影频道。同时，台标样式也作出了调整，每个频道采用不同色调。其中，新闻频道为蓝色，蔬菜频道为绿色，生活频道为橙色，综艺频道为粉色，国学频道为棕色，电影频道为紫色。而台标后方的附注文字也由原来的「XX频道」改为「寿光XX」的形式。
2015年4月20日，寿光电视台党建频道被电视剧频道取代，台标色调为黄色。同年10月1日，寿光电视台各频道全面取消24小时不间断播出（电视剧频道除外），电视剧频道改呼号为图文频道。2016年，寿光电台开始筹办第三套节目，呼号为弥水调频，频率为调频91.3兆赫。当年3月10日，寿光电视台羊口记者站正式成立，精彩羊口频道于同日开播，并替换原有的电影频道，台标色调沿用电影频道时期的紫色，附注文字则为「精彩羊口」。同年9月，寿光电视台在全省各县市区率先开通数字地面电视服务。2017年10月，寿光电视台新闻频道的节目信号正式接入山东广播电视台IPTV集成播控平台。
2018年10月，寿光电视台国学频道、精彩羊口频道、图文频道停播。同年12月27日，寿光电视台又按照省局县级台标准化建设工作的要求，停播了生活频道和综艺频道，只保留新闻频道和蔬菜频道两套节目，被保留的两套节目亦于同日实现高清、标清同步播出。
2019年1月1日，寿光电台按照省局县级台标准化建设工作的要求，对旗下频率资源进行了整合，停播了蔬菜电台和汽车电台，只保留弥水调频，并改呼号为「寿光人民广播电台」。同年2月5日，寿光电视台再次更换台标，新台标为「SGTV＋频道名称」的纯文字形式（不含「频道」二字）。其中，字母G为绿色，其余部分为白色。该台标仅在电视播出画面的左上角使用，其余场合仍使用原台标。

### 建设融媒体中心
2018年8月21日的全国宣传思想工作会议上，中共中央总书记习近平曾指出“要扎实抓好县级融媒体中心建设，更好引导群众、服务群众”。随后，寿光按照中央及山东省、潍坊市要求，积极部署推进媒体融合发展及融媒体中心建设工作，并确立了坚持正确方向、坚持集约发展、坚持移动优先及坚持「媒体+」理念的改革原则和目标，创新实施「五个一、五个融」推进举措。
寿光市融媒体中心成立前，寿光日报社于2004年改制为民营企业。由于此次改革在全国范围内并无先例可循，便逐渐产生一系列改革难点。尤其是在改革初期，报社职工普遍存在迷茫、疑虑及诸多不确定因素。寿光市委、市政府坚持「党媒姓党」原则，决定再次对报社进行体制改革，并成立市融媒体中心建设及寿光日报社改革工作领导小组。改革工作于2019年1月27日正式启动，经过资产评估、诉求化解、章程修改、股权转让四个环节，于当年10月25日全面完成，寿光日报传媒有限公司由民营企业转为国有控股企业。
2019年6月28日，中共寿光市委机构编制委员会下发通知，明确成立「寿光市融媒体中心」，加挂寿光市广播电视台、寿光日报社牌子，作为寿光市委直属正科级公益二类事业单位，由市委宣传部代管，同时撤销原市广播电视台建制。同年11月4日，寿光市融媒体中心揭牌暨「寿光云」手机APP开通上线仪式在寿光广电大剧院举行，这标志着寿光市融媒体中心正式成立。在同日的上线仪式上，「寿光云」手机APP也正式上线。寿光市融媒体中心整合了原有两家媒体的全部资源，着力打造融媒体指挥调度平台，并将镇街区、市直部门、市属国有企业建设的2900余个新媒体帐号进行整合，一并纳入融媒体中心平台，实现统一管理运营。标志着寿光市的新闻宣传工作由各自为战的传统模式转变为「一体策划、一次采集、分类制作、多种生成、多元传播」。此外，寿光市融媒体中心还全力打造了「三合一」智慧平台，实现融媒体中心与新时代文明实践中心、社会治理服务中心、政务服务中心（市行政审批服务局）互通互联、资源共享，构建起「媒体＋政务＋服务」的融合发展新矩阵。
2020年1月21日，寿光电视台蔬菜频道的节目信号正式接入山东广播电视台IPTV集成播控平台。至此，寿光市成为全省首个实现两个播出频道接入省台IPTV的县级市。
2021年4月13日起，寿光日报社迁入寿光广电大厦集中办公，《寿光日报》发行部、印刷部继续在报社原址办公。

## 旗下媒体与资产

### 报纸
- 《寿光日报》
- 《北方蔬菜报》

### 电视频道
- SGTV-1 综合频道[16]
- SGTV-2 蔬菜频道[17]

### 广播频率
- 综合广播（FM91.3）

### 网站、新媒体
- 爱寿光手机台
- 寿光网
- 「寿光云」客户端

## 争议
寿光电视台在经营当地的有线电视网络期间，于有线电视网络前端私自加装了广告插播系统，并于央视主要频道和部分外省卫视大量盖播挂角广告和跑马灯广告，引发有线电视用户强烈不满。在有线电视数字化整转后，甚至到有线电视网络资产上划后的一段时间内，该现象都依然存在。